# Christoffer Myhrman den äldre
Christoffer Myhrman den äldre, född den 16 september 1712 i Filipstad, död den 16 september 1775 på Rämen, var en svensk brukspatron, far till Christoffer Myhrman den yngre.
Myhrman blev student 1729 och auskultant i Bergskollegium 1733. Han var en av banbrytarna för bergsbruket och järnhanteringen i Värmland. Han anlade Rämens järnbruk och Liljendals manufakturverk, som blev bland de yppersta i landet. Han var riksdagsman för Filipstad 1746.